# Ашкин Нур Єнгі
Ашкин Нур Єнгі (тур. Aşkın Nur Yengi; 3 липня 1970, Стамбул, Туреччина) — турецька поп-співачка та акторка.
З дебютним альбомом "Sevgiliye" в 1990 році вона стала однією з найуспішніших турецьких співачок 90-х.

## Особисте життя
Єнгі вийшла заміж за Халук Білгінера в 2006 році, у них є донька. Пара розлучилася в 2012 році через шість років.

## Дискографія

### Альбоми
| Дата випуску     | Альбом                  | Продюсер           | Нотатки |
| ---------------- | ----------------------- | ------------------ | ------- |
| 30 січня 1990    | Sevgiliye               | Fono Müzik         |         |
| 2 вересня 1991   | Hesap Ver               | Emre Müzik         |         |
| 15 липень 1993   | Sıramı Bekliyorum       | Emre Müzik         |         |
| 12 грудня 1994   | Karaçiçeğim             | Emre Müzik         |         |
| 6 червня 1997    | Haberci                 | Emre Müzik         |         |
| 17 червня 1999   | Aşk Kazası              | Emre Müzik         |         |
| 19 вересня 2000  | Peşindeyim              | Emre Müzik         |         |
| 5 квітня 2002    | Aşkın Nur Yengi         | Emre Müzik         |         |
| 12 жотвня 2004   | Yasemin Yağmurları      | Marşandiz          |         |
| 6 листопада 2007 | Aşk'ın Şarkıları        | Emre Plak          |         |
| 5 січня 2010     | Gözümün Bebeği          | Emre Grafson Müzik |         |
| 8 листопада 2016 | Aşk'tan Olsa Gerek (EP) | Sony/Columbia      |         |

### Сінгли
- "Peşindeyim" (2000)
- "Allah'tan Kork" (з Мехметом Ердемом) (2019)
- "Baba" (2020)

## Фільмографія

### Театр
- Kadıncıklar (2001)

### Документальні
- Kurtuluş

### Серіали
- Olacak O Kadar Televizyonu, (2001)
- Cesur Kuşku
- Bayanlar Baylar

### Фільми
- Ömerçip

### Телепрограми
- Altın Adımlar Yarışması - (TRT)

## Нагороди
- 1987 – Пісенний конкурс Golden Pigeon, Кушадаси
- 1988 – Антальський міжнародний кінофестиваль
- 1989 –  Музичний фесиваль Чешме